# Mimela ferreroi
Mimela ferreroi är en skalbaggsart som beskrevs av Guido Sabatinelli 1994. Mimela ferreroi ingår i släktet Mimela och familjen Rutelidae. Inga underarter finns listade i Catalogue of Life.